# Liste des épisodes de Shake It Up

Cet article présente la liste des épisodes de Shake It Up.

## Liste des saisons
| Saison | Saison | Épisodes | États-Unis        | États-Unis       |
| Saison | Saison | Épisodes | Début de saison   | Fin de saison    |
| ------ | ------ | -------- | ----------------- | ---------------- |
|        | 1      | 21       | 7 novembre 2010   | 21 août 2011     |
|        | 2      | 31       | 18 septembre 2011 | 17 août 2012     |
|        | 3      | 26       | 14 octobre 2012   | 10 novembre 2013 |

## Liste des épisodes
Dans la liste qui suit, le terme « No  » renvoie au numéro de l'épisode de la série globale, alors que « # » renvoie au numéro de l'épisode dans une des saisons.

### Saison 1 (2010)
| No | #  | Titre français                | Titre original      | Diffusion originale | Code prod. |
| -- | -- | ----------------------------- | ------------------- | ------------------- | ---------- |
| 1  | 1  | Les auditions                 | Start It Up         | 7 novembre 2010     | 101        |
| 2  | 2  | Le premier compte en banque   | Meatball It Up      | 14 novembre 2010    | 102        |
| 3  | 3  | Le marathon de danse          | Give It Up          | 21 novembre 2010    | 103        |
| 4  | 4  | Concentration !               | Add It Up           | 28 novembre 2010    | 105        |
| 5  | 5  | Les inséparables              | Kick It Up          | 5 décembre 2010     | 107        |
| 6  | 6  | Mon idole et un Menteur       | Age It Up           | 12 décembre 2010    | 108        |
| 7  | 7  | Une fête décevante            | Party It Up         | 19 décembre 2010    | 106        |
| 8  | 8  | Prêtes à tout pour rester     | Hook It Up          | 9 janvier 2009      | 102        |
| 9  | 9  | Rebelle                       | Wild It Up          | 16 janvier 2011     | 110        |
| 10 | 10 | Amour et Diament              | Match It Up         | 23 janvier 2011     | 111        |
| 11 | 11 | Quel talent !                 | Show It Up          | 13 février 2011     | 112        |
| 12 | 12 | Chaud devant !                | Heat It Up          | 20 février 2011     | 109        |
| 13 | 13 | Concours de beauté            | Glitz it Up         | 6 mars 2011         | 113        |
| 14 | 14 | Mauvais conseils              | Hot Mess It Up      | 20 mars 2011        | 114        |
| 15 | 15 | Les meilleures amies du monde | Reunion It Up       | 10 avril 2011       | 116        |
| 16 | 16 | Course d'obstacles            | Sweat It Up         | 1er mai 2011        | 117        |
| 17 | 17 | Fête chez les Hessenheffer    | Vatalihootsit It Up | 12 juin 2011        | 118        |
| 18 | 18 | Rocky part pour New York      | Model It Up         | 17 juin 2011        | 115        |
| 19 | 19 | Anniversaire                  | Twist It Up         | 10 juillet 2011     | 119        |
| 20 |    | C'est les vacances !          | Break It Up         | 17 juillet 2011     | 121        |
| 21 | 21 | Grippe en série               | Throw It Up         | 21 août 2011        | 120        |

### Saison 2 (2011-2012)
| No | #  | Titre français                | Titre original           | Diffusion originale | Code prod. |
| -- | -- | ----------------------------- | ------------------------ | ------------------- | ---------- |
| 22 | 1  | Une psy pas comme les autres  | Shrink It Up             | 18 septembre 2011   | 203        |
| 23 | 2  | Trois c'est trop              | Three's A Crowd It Up    | 25 septembre 2011   | 206        |
| 24 | 3  | Dans les airs                 | Shake It Up, Up And Away | 2 octobre 2011      | 201        |
| 25 | 4  | Dans les airs                 | Shake It Up, Up And Away | 2 octobre 2011      | 202        |
| 26 | 5  | Apparences trompeuses         | Beam It Up               | 9 octobre 2011      | 204        |
| 27 | 6  | Médecins de père en fille     | Doctor It Up             | 23 octobre 2011     | 205        |
| 28 | 7  | La mauvaise critique          | Review It Up             | 6 novembre 2011     | 210        |
| 29 | 8  | S.O.S. chorégraphe            | Double Pegasus It Up     | 13 novembre 2011    | 207        |
| 30 | 9  | Il faut sauver Miss Nancy     | Auction It Up            | 20 novembre 2011    | 211        |
| 31 | 10 | Professeurs de danse en herbe | Camp It Up               | 27 novembre 2011    | 213        |
| 32 | 11 | Joyeux Noël                   | Jingle It Up             | 11 décembre 2011    | 212        |
| 33 | 12 | Mensonge                      | Apply It Up              | 8 janvier 2012      | 215        |
| 34 | 13 | Chacun pour soi               | Split It Up              | 22 janvier 2012     | 208        |
| 35 | 14 | Une fan trop collante         | Copy Kat It Up           | 19 février 2012     | 219        |
| 36 | 15 | Rocky contre Cece !           | Egg It Up                | 26 février 2012     | 209        |
| 37 | 16 | Procès en direct              | Judge It Up              | 11 mars 2012        | 214        |
| 38 | 17 | Amour pour toujour            | Parent Trap It Up        | 25 mars 2012        | 218        |
| 39 | 18 | Vengance et punition          | Weird It Up              | 1er avril 2012      | 217        |
| 40 | 19 | Le fantôme du studio          | Whodunit Up?             | 15 avril 2012       | 221        |
| 41 | 20 | Opération souterraine         | Tunnel It Up             | 13 mai 2012         | 216        |
| 42 | 21 | La manifestation              | Protest It Up            | 20 mai 2012         | 220        |
| 43 | 22 | La rupture                    | Wrestle It Up            | 3 juin 2012         | 222        |
| 44 | 23 | La vérité qui blesse          | Reality Check It Up      | 10 juin 2012        | 226        |
| 45 | 24 | Retour vers les années 50     | Rock and Roll It Up      | 1er juillet 2012    | 225        |
| 46 | 25 | Garde à vous !                | Boot It Up               | 15 juillet 2012     | 227        |
| 47 | 26 | Une soirée pyjama glaciale    | Slumber It Up            | 29 juillet 2012     | 223        |
| 48 | 27 | Surprise !                    | Surprise It Up           | 5 août 2012         | 224        |
| 49 | 28 | La honte en direct            | Embarrass It Up          | 12 août 2012        | 228        |
| 50 | 29 | Voyage au Japon !             | Made In Japan            | 17 août 2012        | 229        |
| 51 | 30 | Voyage au Japon !             | Made In Japan            | 17 août 2012        | 230        |
| 52 | 31 | Voyage au Japon !             | Made In Japan            | 17 août 2012        | 231        |

### Saison 3 (2012-2013)
| No | #  | Titre français                         | Titre original           | Diffusion originale | Code prod. |
| -- | -- | -------------------------------------- | ------------------------ | ------------------- | ---------- |
| 53 | 1  | Au Feu !                               | Fire It Up               | 14 octobre 2012     | 301        |
| 54 | 2  | A la recherche de mon prince charmant. | Funk It Up               | 28 octobre 2012     | 302        |
| 55 | 3  | Tous en piste !                        | Spirit It Up             | 4 novembre 2012     | 303        |
| 56 | 4  | En quarantaine                         | Lock It Up               | 11 novembre 2012    | 304        |
| 57 | 5  | L'esprit de Noël                       | Merry Merry It Up        | 2 décembre 2012     | 306        |
| 58 | 6  | Livrés à eux-mêmes                     | Home Alone It Up         | 9 décembre 2012     | 305        |
| 59 | 7  | Nouvelle famille                       | Oh Brother It Up         | 13 janvier 2013     | 307        |
| 60 | 8  | Un peu de volonté                      | Quit It Up               | 27 janvier 2013     | 308        |
| 61 | 9  | Privée de Shake It Up                  | Ty It Up                 | 17 février 2013     | 309        |
| 62 | 10 | Le relooking                           | My Fair Librarian It Up  | 24 février 2013     | 310        |
| 63 | 11 | S.O.S. Teinturier                      | Clean It Up              | 10 mars 2013        | 311        |
| 64 | 12 | Le mariage                             | I Do It Up               | 17 mars 2013        | 312        |
| 65 | 13 | À nouveau en piste !                   | Forward & Back It Up     | 24 mars 2013        | 313        |
| 66 | 14 | Le sortilège                           | Switch It Up             | 7 avril 2013        | 317        |
| 67 | 15 | Tensions sentimentales                 | Love & War It Up         | 28 avril 2013       | 316        |
| 68 | 16 | L'affaire est dans le sac              | In The Bag It Up         | 12 mai 2013         | 314        |
| 69 | 17 | Le cerveau en ébullition               | Brain It Up              | 2 juin 2013         | 315        |
| 70 | 18 | James et Cece                          | Opposites Attract it up  | 23 juin 2013        | 318        |
| 71 | 19 | Médium                                 | Psych It Up              | 14 juillet 2013     | 319        |
| 72 | 20 | 22 ans plus tard                       | Future It Up             | 18 juillet 2013     | 320        |
| 73 | 21 | Si on échangeait nos maisons           | Oui Oui It Up            | 4 août 2013         | 323        |
| 74 | 22 | On n'a pas 16 ans tous les jours       | My Bitter 16 Sweet It Up | 25 août 2013        | 325        |
| 75 | 23 | Tension maximale                       | Stress It Up             | 15 septembre 2013   | 322        |
| 76 | 24 | Adieu, Shake It Up                     | Loyal It Up              | 29 septembre 2013   | 324        |
| 77 | 25 | Méga-adulte-ween                       | Haunt It Up              | 6 octobre 2013      | 321        |
| 78 | 26 | Ne m'oublie pas                        | Remember Me              | 10 novembre 2013    | 326        |